# Diaphorus distinguendus
Diaphorus distinguendus är en tvåvingeart som beskrevs av Octave Parent 1928. Diaphorus distinguendus ingår i släktet Diaphorus och familjen styltflugor.
Artens utbredningsområde är Peru. Inga underarter finns listade i Catalogue of Life.